# 宋雨哲
宋雨哲（1970年—），出生于吉林长春，中国大陆独立民谣歌手，大忘杠乐队主唱/吉他手，原木推瓜乐队主唱。